# Tulumba

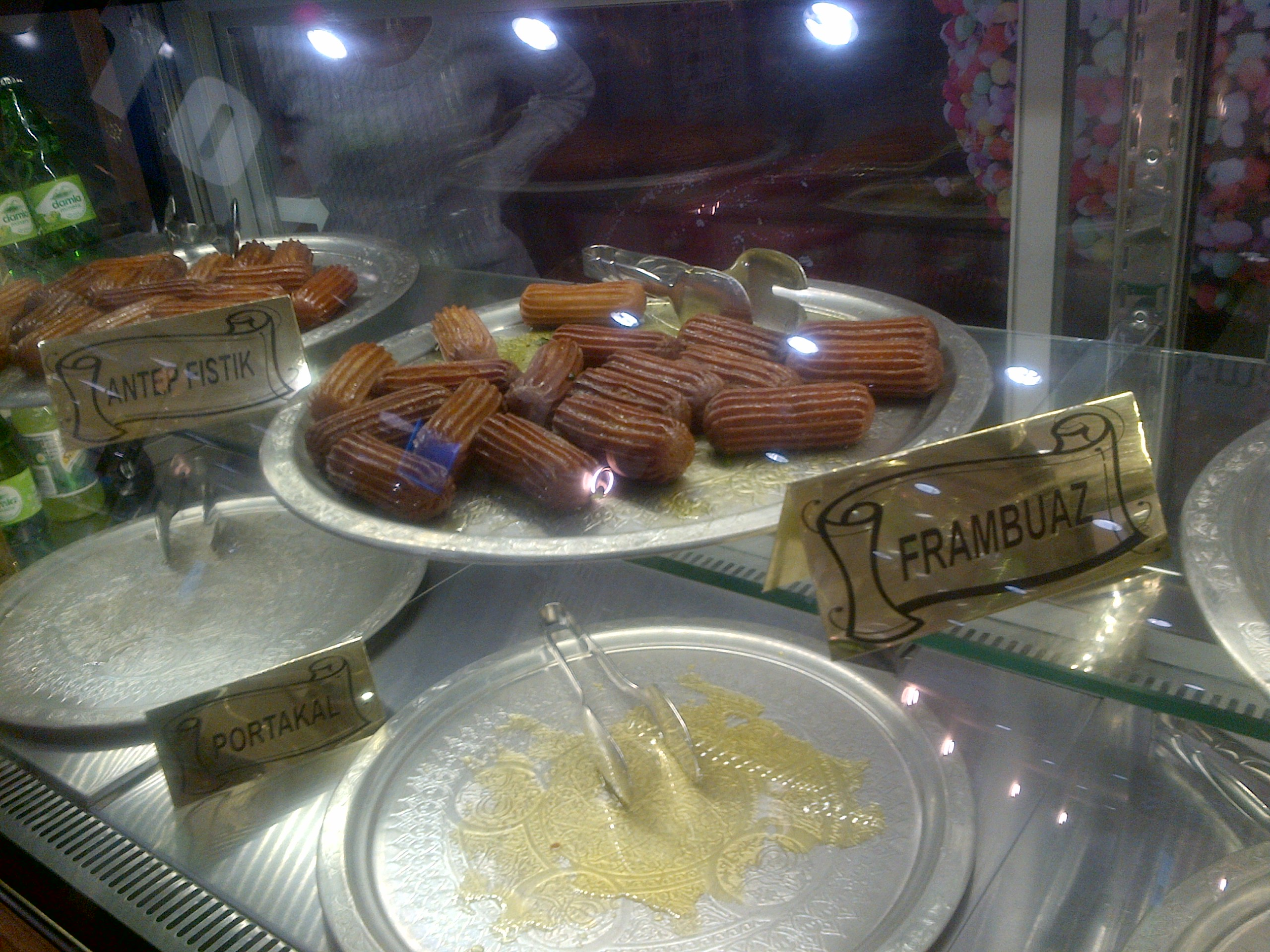
Tulumba con lamponi nella vetrina di un negozio di dolci turchi ad Ankara.

Il tulumba (turco: tulumba, persiano: باميه, greco: τουλούμπα, greco-cipriota: πόμπα (pomba), bulgaro: τулумба, albanese: tollumba) è un dessert originario della Turchia. È diffuso in Iran con il nome di bamiyeh, nella cucina egiziana e in alcune cucine arabe come balaḥ ash-shām, nella cucina irachena come datli, nella penisola balcanica e nelle cucine regionali dell'ex Impero ottomano. Viene particolarmente apprezzato durante l'Ifṭār, il pasto serale che interrompe il digiuno del Ramadan.

## Preparazione

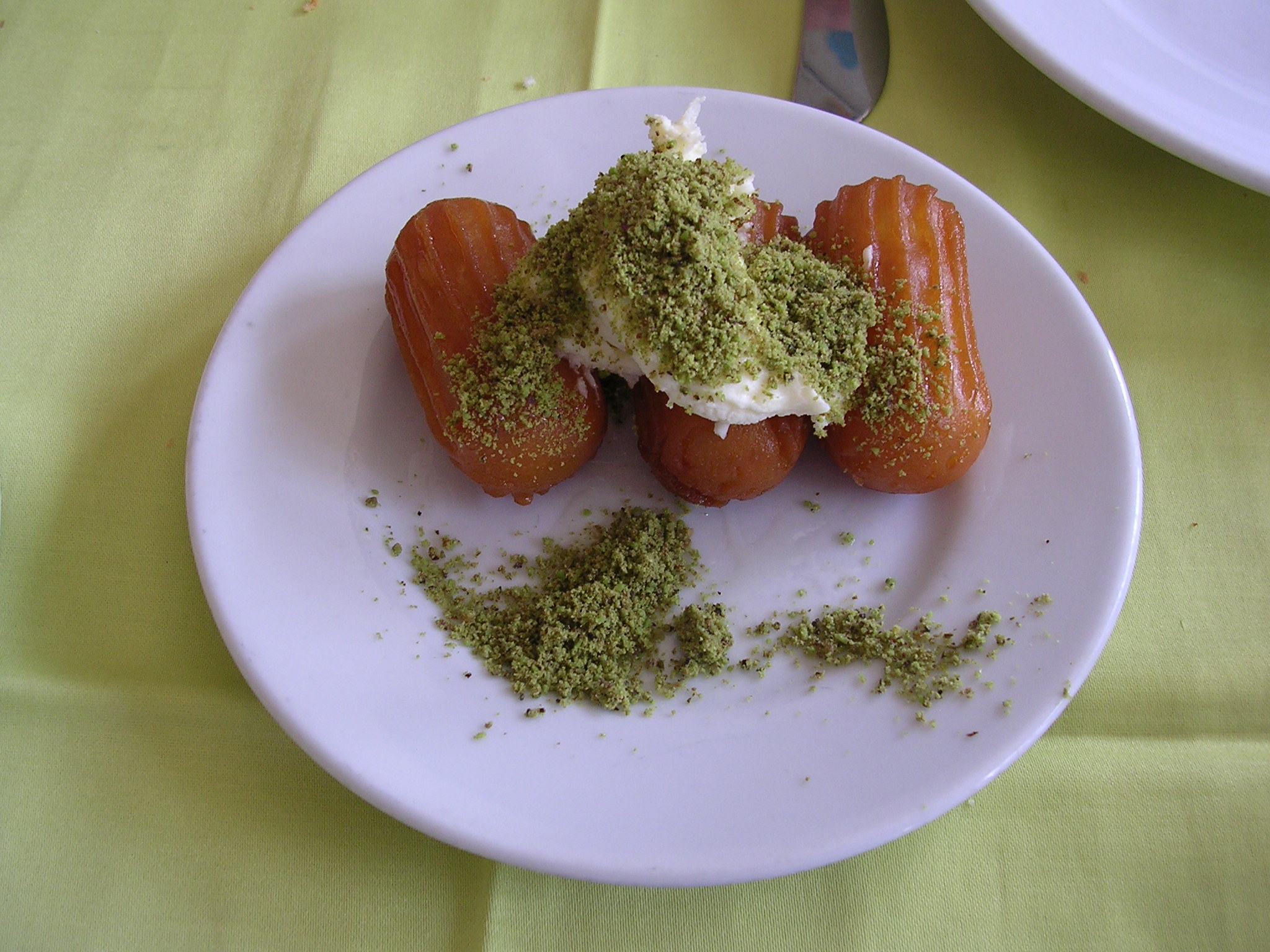
Tulumba con kaymak e pistacchi tritati

È preparato con yogurt e impasto a base di amido, per poi essere fritto nell'olio ed immerso nello sciroppo con succo di limone. È affine ai churros, ai jalebi e alle zeppole e viene realizzato con un impasto simile alla pasta choux usando una tasca da pasticciere con la punta a forma di stella che conferisce al dolce il suo caratteristico aspetto. Viene fritto fino a diventare croccante all'esterno e morbido all'interno e poi viene imbevuto nello sciroppo zuccherato freddo. Solitamente vengono cosparsi con una granella di pistacchi tritati e possono essere consumati con il kaymak, un latticino turco simile alla panna rappresa.